# Miles Ahead
Miles Ahead er et album af Miles Davis udgivet i oktober 1957 af Columbia Records. Det er Davis' første samarbejde med arrangøren Gil Evans efter Birth of the Cool-indspilningerne. Sammen med de senere Miles Davis-album Porgy and Bess (1959) og Sketches of Spain (1960) er Miles Ahead et af de mest berømte album indenfor genren Third Stream; en fusion af jazz, klassisk musik og verdensmusik. Davis spiller flygelhorn på albummet.

## Baggrund
Gil Evans sammensatte albummets ti numre således, at de gled over i hinanden uden afbrydelse, som en suite. Eneste undtagelse var titelnummeret, da dette på den oprindelige vinyludgivelse var placeret sidst på side 1. Ved den senere CD-udgivelse, er dette rettet. Davis er den eneste solist på Miles Ahead, der er indspillet af et stort ensemble med 16 træ- og metalblæsere. Art Taylor spiller trommer og daværende medlem af Miles Davis Quintet, Paul Chambers, er bassist.
Davis genindspillede i august 1957 enkelte passager på albummet ved overdubbing for at rette fejl eller eller mangler ved de oprindelige indspilninger med orkestret. Da det oprindelige album er udgivet i mono, er disse rettelser tydelige at høre på de senere genudgivelser i stereo.

## Modtagelse blandt kritikere
Albummet modtog ved udgivelsen positive anmeldelser. The Penguin Guide to Jazz gav Miles Ahead fire ud af fire stjerner og kaldte albummet "et stille mesterværk ... med en garanteret plads som et af de bedste Miles Davis-album." Cadence Magazine skrev, at Davis' flygelhorn passede ham bedre end trompeten: " ... mere krop, mindre skinger, det skjuler hans tekniske mangler."  På den anden side skrev The Penguin Guide, at "flygelhornets lyd adskiller sig ikke så meget fra hans trompetsoloer, selvom den er tydeligt blødere ... noget af det polerede synes at være tabt." Disc Magazine kaldte albummet "et af årtiets bedste" og gav det fire en halv stjerne ud af 5.

## Albummets cover
Davis var efter sigende utilfreds med Columbias oprindelige valg af albummets cover, der viste et fotografi af en ung hvid kvinde og et barn på en sejlbåd. Han skulle have sagt til den ansvarlige direktør på Columbia "Why'd you put that white bitch on there?" (da.: "Hvorfor har du sat den hvide kælling på der?") På senere genudgivelser er det oprindelige albumcover erstattet med et foto af Davis.

## Indhold
1. "Springsville" (John Carisi) – 3:27
2. "The Maids of Cadiz" (Léo Delibes) – 3:53
3. "The Duke" (Dave Brubeck) – 3:35
4. "My Ship" (Kurt Weill, Ira Gershwin) – 4:28
5. "Miles Ahead" (Davis, Evans) – 3:29
6. "Blues for Pablo" (Evans) – 5:18
7. "New Rhumba" (Ahmad Jamal) – 4:37
8. Medley Pt. 1: "The Meaning of the Blues" (Bobby Troup, Leah Worth) – 2:48
9. Medley Pt. 2: "Lament" (J. J. Johnson) – 2:14
10. "I Don't Wanna Be Kissed (By Anyone but You)" (Harold Spina, Jack Elliot) – 3:05

Bonustracks på CD-udgaven fra 1997:
1. Springsville (Remake take 7)
2. Miles Ahead (fejlagtigt angivet som en af "Blues for Pablo")
3. Medley (Rehearsal): The Meaning of the Blues/Lament
4. I Don't Wanna Be Kissed (By Anyone but You) [Alternate take]

## Medvirkende
- Miles Davis – Flygelhorn
- Bernie Glow – Lead trompet
- John Carisi – Trompet
- Taft Jordan – Trompet
- Louis Mucci – Trompet
- Ernie Royal – Trompet
- Joe Bennett – Trombone
- Jimmy Cleveland – Trombone
- Frank Rehak – Trombone
- Tom Mitchell – Bass trombone
- Jim Buffington – Valdhorn
- Tony Miranda – Valdhorn
- Willie Ruff – Valdhorn
- Bill Barber – Tuba
- Lee Konitz – Altsaxofon
- Danny Bank – Bas klarinet
- Sid Cooper – Fløjte og klarinet
- Romeo Penque – Fløjte og klarinet
- Paul Chambers – Kontrabas
- Art Taylor – Trommer
- Wynton Kelly – Piano
- Gil Evans – Arrangør og dirigent